# タミア

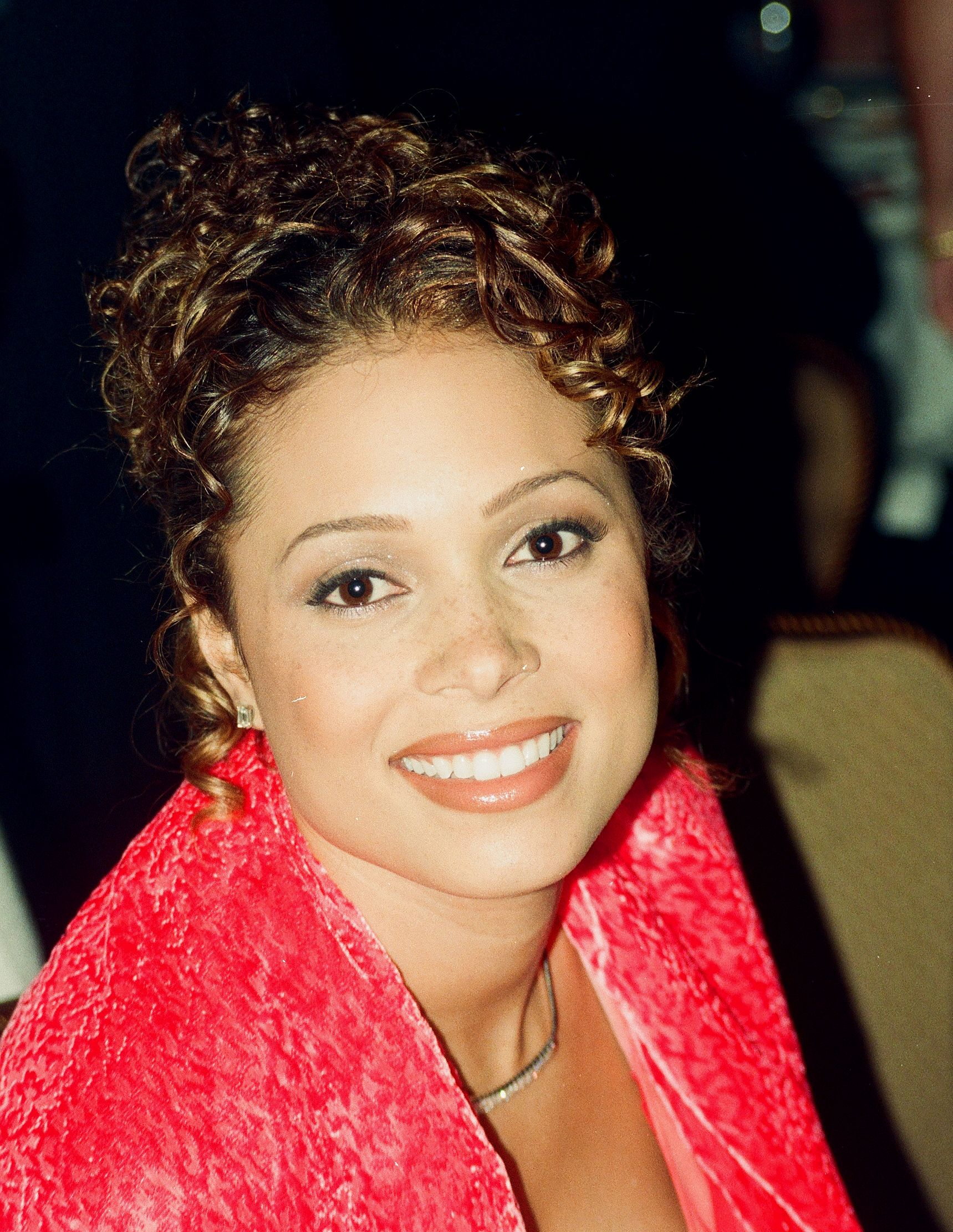
タミア（1998年）

タミア（Tamia、1975年5月9日 - ）は、カナダ、オンタリオ州出身のR&B歌手。

## 略歴
10歳の頃から歌と演技を学び地元の劇場やコーラスで唄うようになる。
その後、様々な賞を獲得し活動の場を広げ、マネージャーが開いたルーサー・ヴァンドロスのためのパーティーで、ポップ・ミュージック界の大御所クインシー・ジョーンズと出会い、1995年にクインシー・ジョーンズのアルバム『Q'Sジューク・ジョイント』に参加。
映画『SET IT OFF』などサントラへの参加を経て、1998年にデビュー・アルバム『TAMIA』をリリースし、日本でもゴールド・ディスクを受賞。
エモーションズの「ベスト・オブ・マイ・ラブ」をサンプリングしたシングル「フォーリング・フォー・ユー」が日本のFM局を中心に人気を博す。
1999年に人気ドラマ『ビバリーヒルズ青春白書』の最終回にてエリック・ベネイと出演し、「スペンド・マイ・ライフ」をデュエット。この曲はチャートイン42週目で全米R&Bシングル・チャート1位に輝くロングラン・ヒットとなる。
2001年にはミッシー・エリオットやダラス・オースティンというトップ・プロデューサーのバック・アップを得てアルバム『ア・ニュー・デイ』をリリースする。このアルバムには「Stranger In My House」やホール&オーツの名曲をカバーした「Can't Go For That」等が収録されている。
2003年にはファボラスがタミアのファースト・アルバムに収録された「So Into You」をサンプリングした曲をヒットさせている。2004年にアルバム『モア』を、2006年には『ビトウィーン・フレンズ』を発表した。

## 私生活
1999年7月24日にNBAのデトロイト・ピストンズに所属するバスケットボール選手グラント・ヒルと結婚し、2002年1月23日にマイラ・グレイスを出産、2007年8月9日に第二子となるラエル・ローズを出産した。
2003年にテレビ番組『Extra』がタミアが多発性硬化症であると報道し、所属レコード会社からもこの病気を原因に契約を打ち切られ、2006年に南アフリカの独立系レーベルに移籍し、このレーベルの要職も兼ねる。雑誌『Smooth』のインタビューでは時折その症状はあるが制御されていると答えている。
2007年には横浜アリーナで開催された「東京ガールズコレクション」にゲスト出演するために来日し、多発性硬化症からの克服を見せた。

## ディスコグラフィ

### スタジオ・アルバム
- 『TAMIA』 - Tamia (1998年)
- 『ア・ニュー・デイ』 - A Nu Day (2000年)
- 『モア』 - More (2004年)
- 『ビトウィーン・フレンズ』 - Between Friends (2006年)
- Beautiful Surprise (2012年)
- Love Life (2015年)
- Passion Like Fire (2018年)

### シングル
- 「ムーヴ・オン・マイ・ハート」 - "You Put A Move On My Heart" (1994年) ※with クインシー・ジョーンズ
- "Slow Jams" (1996年) ※with クインシー・ジョーンズ
- "Missing You" (1996年) ※with ブランディ、グラディス・ナイト、チャカ・カーン
- "Make Tonight Beautiful" (1997年)
- "Imagination" (1998年) ※with ジャーメイン・デュプリ
- 「ソー・イントゥ・ユー・リミキシーズ」 - "So into You" (1998年)
- 「フォーリング・フォー・ユー」 - "Falling For You" (1999年)
- "Loving You Still" (1999年)
- 「ケアレス・ウィスパー&モア」 - "Careless Whisper & More" (1999年)
- 「スペンド・マイ・ライフ」 - "Spend My Life with You" (1999年) ※with エリック・ベネイ
- "Can't Go for That" (2000年)
- "Stranger in My House" (2001年)
- "Tell Me Who" (2001年)
- "Into You" (2003年) ※with ファボラス
- "Officially Missing You" (2003年)
- "Questions" (2004年)
- "Still" (2004年)
- "Can't Get Enough" (2006年)
- "Me" (2007年)
- "ALmost" (2007年)
- "Beautiful Surprise" (2012年)
- "Give Me You" (2012年)
- "Sandwich and a Soda" (2015年)
- "Stuck with Me" (2015年)
- "Love Falls Over Me" (2015年)
- "Leave It Smokin'" (2018年)
- "Today I Do" (2018年)
- "It's Yours" (2018年)